# 6536 Височинська
6536 Височинська (6536 Vysochinska) — астероїд головного поясу, відкритий 14 липня 1977 року.
Тіссеранів параметр щодо Юпітера — 3,531.